# Elbe-Ostsee-Radweg
Der Elbe-Ostsee-Radweg ist ein Radfernweg in Mecklenburg-Vorpommern. Auf einer Länge von 135 Kilometern verbindet er die Stadt Dömitz an der Elbe mit der Hansestadt Wismar an der Ostsee.
Der Radweg ist gut ausgebaut und verläuft häufig auf eigenen asphaltierten Wegen oder Feldwegen. Neben autofreien Abschnitten verlaufen auch Teilstücke an stark befahrenen Straßen. Das Terrain ist überwiegend flach und Streckenweise leicht hügelig.

## Strecke
Die Strecke lässt sich in 3 Abschnitt unterteilen und führt insgesamt durch 29 Ortschaften.
Abschnitt 1: Von Dömitz nach Ludwigslust. (45 km): Dömitz, Alt Kaliß, Neu Göhren, Kamerun, Conow, Bresegard, Glaisin, Techentin, Ludwigslust.
Abschnitt 2: Von Ludwigslust nach Schwerin (50 km): Ludwigslust, Groß Laasch, Neustadt-Glewe, Tuckhude, Friedrichsmoor, Goldenstädt, Mirow, Banzkow, Plate, Consrade, Mueß, Zippendorf, Schwerin.
Abschnitt 3: Von Schwerin nach Wismar (40 km): Schwerin, Wickendorf, Seehof, Lübstorf, Bad Kleinen, Hohen Viecheln, Moltow, Dorf Mecklenburg, Wismar.

## Beschilderung und Wegführung
Radfahrer können auf der Strecke der durchgehenden Beschilderung mit dem Landeswappen von Mecklenburg-Vorpommern und dem Namen des Radweges folgen.
Von Dömitz bis Friedrichsmoor bei Neustadt-Glewe kann auch den Wegweisern des Elbe-Oderhaff-Radweges gefolgt werden.

## Anschlussrouten
Kombinierbar ist der Elbe-Ostsee-Radweg mit dem Elbradweg, dem Elbe-Oderhaff-Radweg, dem Lewitz-Radweg, dem Radweg Hamburg-Rügen und dem Ostseeküsten-Radweg.